# 79 Dywizja Strzelecka (ZSRR)
79 Dywizja Strzelecka (ros. 79-я стрелковая дивизия) – związek taktyczny (dywizja) Armii Czerwionej.
Sformowana w 1938 na Sachalinie. W II wojnie światowej brała udział w pokonaniu Japonii w sierpniu 1945.